# Адміністративний поділ Сент-Кіттсу і Невісу

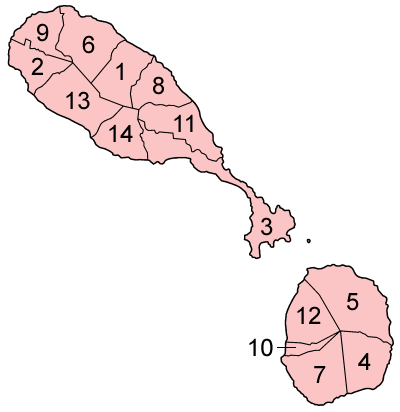
Адміністративний поділ Сент-Кіттсу і Невісу

В адміністративному відношенні Сент-Кіттс і Невіс поділяється на 14 парафій. 9 із них на острові Сент-Кіттс і 5 на острові Невіс
| Номер | Парафія                  | Площа у км² | Кількість населення | Щільність населення на км² |
| ----- | ------------------------ | ----------- | ------------------- | -------------------------- |
| 1     | Крайст-Чорч-Нікола-Таун  | 18,6        | 2.059               | 111                        |
| 2     | Сент-Енн-Енді-Пойнт      | 12,8        | 3.140               | 245                        |
| 3     | Сейнт-Джородж-Басетерре  | 28,7        | 13.220              | 461                        |
| 4     | Сейнт-Джордж-Джингерленд | 18,5        | 2.568               | 139                        |
| 5     | Сейнт-Джеймс-Віндвард    | 31,1        | 1.836               | 59                         |
| 6     | Сейнт-Джон-Кепістерре    | 24,8        | 3.181               | 128                        |
| 7     | Сейнт-Джон-Фігтрі        | 21,3        | 2.922               | 137                        |
| 8     | Сейнт-Мері-Кейон         | 15,1        | 3.374               | 223                        |
| 9     | Сейнт-Паул-Кепістерре    | 13,8        | 2.460               | 178                        |
| 10    | Сейнт-Паул-Чарльзтаун    | 3,5         | 1.820               | 520                        |
| 11    | Сейнт-Петер-Басетерре    | 20,7        | 3.472               | 168                        |
| 12    | Сейнт-Томас-Ловленд      | 18,1        | 2.035               | 112                        |
| 13    | Сейнт-Томас-Мідл-Айланд  | 24,3        | 2.332               | 96                         |
| 14    | Трініті-Пальметто-Пойнт  | 15,4        | 1.692               | 110                        |
|       | Saint Kitts i Nevis      | 269,6       | 46.111              | 171                        |